# Paral·lel 22° nord

A l'Àfrica, el paral·lel defineix la major part de la frontera entre Sudan i Egipte. La part oriental de la frontera és disputada.

El paral·lel 22° Nord és un cercle de latitud que és 22 graus nord de la línia equatorial de la Terra. Travessa Àfrica, Àsia, Oceà Índic, Oceà Pacífic, Amèrica del Nord, Carib i Oceà Atlàntic.
La majoria de la frontera entre Sudan i Egipte segueix el paral·lel. En aquesta latitud el sol és visible durant 13 hores, 29 minuts durant el solstici d'estiu i 10 hores, 47 minuts durant el solstici d'hivern. Al nivell del paral·lel 22, un grau de longitud equival a 103,262 km.; la llargada total del paral·lel és de 37.174 km, el 93 % de la llargada de l'equinocci. Es troba a 2.446 km de l'Equador i a 7.561 km del pol Nord.

## Al voltant del món
A partir del Meridià de Greenwich i cap a l'est, el paral·lel 22° nord passa per:
| Coordenades                               | País, territori o mar              | Notes |
| ----------------------------------------- | ---------------------------------- | --- |
| 22° 0′ N, 0° 0′ E / 22.000°N,0.000°E      | Algèria                            | |
| 22° 0′ N, 9° 21′ E / 22.000°N,9.350°E     | Níger                              | |
| 22° 0′ N, 15° 11′ E / 22.000°N,15.183°E   | Txad                               | |
| 22° 0′ N, 19° 4′ E / 22.000°N,19.067°E    | Líbia                              | |
| 22° 0′ N, 25° 0′ E / 22.000°N,25.000°E    | Frontera Egipte / Sudan            | |
| 22° 0′ N, 31° 19′ E / 22.000°N,31.317°E   | Sudan                              | La frontera es desvia al nord en el llac Nasser, inclòs el sortint de Wadi Halfa - ja que passa pel llac, el paral·lel es troba completament al Sudan |
| 22° 0′ N, 31° 24′ E / 22.000°N,31.400°E   | Frontera Egipte / Sudan            | |
| 22° 0′ N, 33° 10′ E / 22.000°N,33.167°E   | Frontera Egipte / Bir Tawil        | Bir Tawil no és reclamat per cap país. |
| 22° 0′ N, 34° 5′ E / 22.000°N,34.083°E    | Frontera Triangle d'Halaib / Sudan | El triangle d'Halaib és un territori disputat entre Egipte i Sudan. Egipte controla el territori.                                                     |
| 22° 0′ N, 36° 52′ E / 22.000°N,36.867°E   | Mar Roig                           | |
| 22° 0′ N, 38° 56′ E / 22.000°N,38.933°E   | Aràbia Saudita                     | |
| 22° 0′ N, 55° 40′ E / 22.000°N,55.667°E   | Oman                               | |
| 22° 0′ N, 59° 39′ E / 22.000°N,59.650°E   | Oceà Índic                         | Mar d'Aràbia |
| 22° 0′ N, 69° 10′ E / 22.000°N,69.167°E   | Índia                              | Gujarat – Península de Kathiawar |
| 22° 0′ N, 72° 14′ E / 22.000°N,72.233°E   | Oceà Índic                         | Golf de Khambhat |
| 22° 0′ N, 72° 30′ E / 22.000°N,72.500°E   | Índia                              | Gujarat Madhya Pradesh Chhattisgarh Orissa Bengala Occidental                                                                                         |
| 22° 0′ N, 89° 5′ E / 22.000°N,89.083°E    | Bangladesh                         | Nombroses illes al delta del Ganges |
| 22° 0′ N, 90° 41′ E / 22.000°N,90.683°E   | Oceà Índic                         | Golf de Bengala |
| 22° 0′ N, 91° 53′ E / 22.000°N,91.883°E   | Bangladesh                         | |
| 22° 0′ N, 92° 36′ E / 22.000°N,92.600°E   | Índia                              | Durant uns 3 km |
| 22° 0′ N, 92° 38′ E / 22.000°N,92.633°E   | Myanmar (Birmània)                 | |
| 22° 0′ N, 92° 53′ E / 22.000°N,92.883°E   | Índia                              | Durant uns 4 km |
| 22° 0′ N, 92° 56′ E / 22.000°N,92.933°E   | Myanmar (Birmània)                 | Durant uns 5 km |
| 22° 0′ N, 92° 58′ E / 22.000°N,92.967°E   | Índia                              | Durant uns 3 km |
| 22° 0′ N, 93° 0′ E / 22.000°N,93.000°E    | Myanmar (Birmània)                 | |
| 22° 0′ N, 99° 59′ E / 22.000°N,99.983°E   | República Popular de la Xina       | |
| 22° 0′ N, 101° 37′ E / 22.000°N,101.617°E | Laos                               | |
| 22° 0′ N, 102° 29′ E / 22.000°N,102.483°E | Vietnam                            | |
| 22° 0′ N, 106° 41′ E / 22.000°N,106.683°E | República Popular de la Xina       | Guangxi (Durant uns 4 km) |
| 22° 0′ N, 106° 44′ E / 22.000°N,106.733°E | Vietnam                            | Durant uns 6 km |
| 22° 0′ N, 106° 48′ E / 22.000°N,106.800°E | República Popular de la Xina       | Guangxi i Guangdong |
| 22° 0′ N, 113° 22′ E / 22.000°N,113.367°E | Mar de la Xina Meridional          | |
| 22° 0′ N, 113° 44′ E / 22.000°N,113.733°E | República Popular de la Xina       | Travessa les illes de l'arxipèlag de Wanshan (Guangdong), a uns 12 km al sud de Macau                                                                 |
| 22° 0′ N, 113° 50′ E / 22.000°N,113.833°E | Mar de la Xina Meridional          | |
| 22° 0′ N, 114° 8′ E / 22.000°N,114.133°E  | República Popular de la Xina       | Més illes de l'arxipèlag de Wanshan (Guangdong), uns 20 km al sud de Hong Kong                                                                        |
| 22° 0′ N, 114° 13′ E / 22.000°N,114.217°E | Mar de la Xina Meridional          | |
| 22° 0′ N, 120° 41′ E / 22.000°N,120.683°E | República de la Xina               | Ila de Taiwan (reclamada per República Popular de la Xina)                                                                                            |
| 22° 0′ N, 120° 52′ E / 22.000°N,120.867°E | Oceà Pacífic                       | Passant just al sud de Lanyu, República de la Xina (reclamada per República Popular de la Xina)                                                       |
| 22° 0′ N, 160° 6′ O / 22.000°N,160.100°O  | Estats Units                       | Illa de Niihau, Hawaii |
| 22° 0′ N, 160° 3′ O / 22.000°N,160.050°O  | Oceà Pacífic                       | |
| 22° 0′ N, 159° 46′ O / 22.000°N,159.767°O | Estats Units                       | Illa de Kauai, Hawaii |
| 22° 0′ N, 159° 21′ O / 22.000°N,159.350°O | Oceà Pacífic                       | Passa just al nord de l'illa de San Juanito, Mèxic |
| 22° 0′ N, 105° 39′ O / 22.000°N,105.650°O | Mèxic                              | |
| 22° 0′ N, 97° 43′ O / 22.000°N,97.717°O   | Golf de Mèxic                      | |
| 22° 0′ N, 84° 36′ O / 22.000°N,84.600°O   | Cuba                               | |
| 22° 0′ N, 84° 0′ O / 22.000°N,84.000°O    | Mar Carib                          | Golf de Batabanó – passa just al nord d'Isla de la Juventud, Cuba · Golf de Cazones - passa just al sud de la península de Zapata, Cuba               |
| 22° 0′ N, 80° 23′ O / 22.000°N,80.383°O   | Cuba                               | |
| 22° 0′ N, 77° 38′ O / 22.000°N,77.633°O   | Oceà Atlàntic                      | Passa entre les illes de Bahames · Passa just al nord de Caicos del Nord, Illes Turks i Caicos                                                        |
| 22° 0′ N, 16° 52′ O / 22.000°N,16.867°O   | Sàhara Occidental                  | Reclamat per Marroc |
| 22° 0′ N, 13° 4′ O / 22.000°N,13.067°O    | Mauritània                         | |
| 22° 0′ N, 6° 13′ O / 22.000°N,6.217°O     | Mali                               | |
| 22° 0′ N, 0° 9′ O / 22.000°N,0.150°O      | Algèria                            | |